# 존 코니어스
존 제임스 코니어스 주니어 (John James Conyers Jr., 1929년 5월 16일 ~ 2019년 10월 27일)는 미국의 민주당 정치인이며 미시간주 제13선거구를 위한 연방 하원의원으로 1965년 (선거구는 1993년까지 제1선거구, 그리고 1993년부터 2013년까지 제14선거구로서 매겨졌다)부터 2017년 자신의 사임까지 미국 의회에서 봉사하면서 아프리카계 미국인으로서 장기간으로 지냈다.

## 초기 생애와 교육
미시간주 디트로이트에서 노동 지도자 존 제임스 코니어스와 루실 재니스 심슨에게 4명의 아들 중 맏아들로 태어났다.  노스웨스턴 고등학교를 졸업한 후, 코니어스는 미시간주 방위군 (1948년~1950년), 미국 육군 (1950년~1954년)과 미국 육군 예비병 (1954년~1957년)에 복무하였다.  그는 한국 전쟁이 일어난 동안 그 전쟁에서 미국 육군 공병대의 장교로서 1년간 복무하고 전투 훈장과 공로 훈장을 받았다.
자신의 활동적 군사 복무 후, 코니어스는 대학 교육을 수행하였다.  그는 웨인 주립 대학교에서 인문사회 학사 (1957년)와 법학학사 (1958년)를 둘다 취득하였다.

## 경력

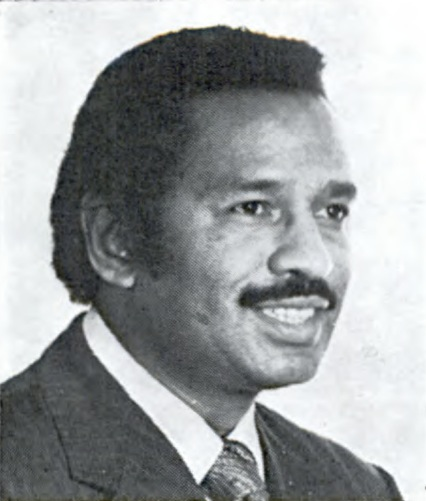
1977년 코니어스의 의원 사진

법정에 수용된 후, 코니어스는 존 딩겔 의원의 수석에 일하였다.  그는 또한 몇몇의 디트로이트 지역 노조 현지인들에게 상담자를 지내기도 했다.  1961년부터 1963년까지 그는 미시간주의 근로자 보상부를 위한 심판관이었다.
코니어스는 아프리카계 미국인 민권 운동의 지도자들 중의 하나가 되었다.  1963년 10월 7일 그는 자유의 날로 알려진 유권자 등록 운동을 위하여 앨라배마주 셀마에 있었다.
코니어스는 의회에서 50년 이상을 봉사하여 미국 역사상 의회에서 6번째로 장기적으로 지낸 의원이 되면서 장기적으로 의회에서 지낸 아프리카계 미국인 의원이었다.  그는 당시 의회의 장기적으로 지낸 것으로 존재했기 때문에 2015년부터 2017년까지 미국 하원의 원장이었다.  자신의 마지막 임기가 끝날 무렵에 그는 린든 B. 존슨의 대통령직 이래 의회의 마지막으로 남아있었던 의원이었다.

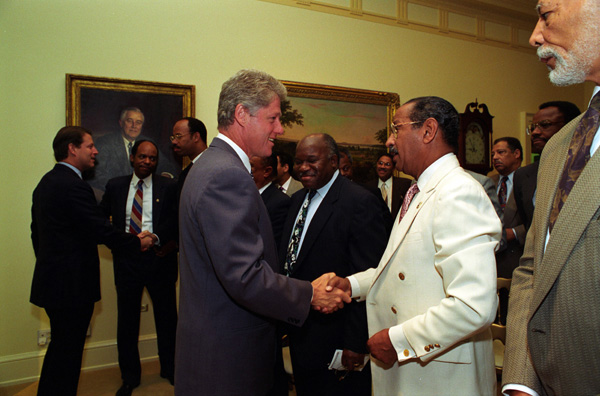
빌 클린턴 대통령과 함께 (1993년)

한국 전쟁에서 복무 후, 코니어스는 민권 운동에서 활동적이 되었다.  그는 또한 1964년 하원으로 선거를 이기기 전에 존 딩겔 의원에게 측근을 지냈다.  1969년 그는 의회 흑인 간부회의를 공동으로 창립하였고 의회의 가장 진보적인 의원들 중의 하나로서 평판을 설립하였다.  코니어스는 의회 진보 간부회의가 1991년 창설된 후에 거기에 가입하였다.  코니어스는 단일 지불자 의료 제도의 창조를 지지하였고 미국 국민 보건 보험법을 후원하였다.  그는 또한 연방 공휴일로서 마틴 루터 킹 주니어 탄생일을 설립하는 법안을 후원하였으며 아프리카계 미국인의 노예제의 후손들을 위한 배상금 지원에 법안을 도입하는 데 첫 의원이었다. 1989년과 1993년 코니어스는 디트로이트 시장을 위하여 출마했으나 각각의 시간에 예비 선거에서 패하였다. 코니어스는 1995년부터 2007년까지, 그리고 2011년부터 2017년까지 다시 미국 하원 사법부에 순위 민주당 회원을 지냈다.  그는 그 위원회 (2007년~2011년)와 하원 감독 위원회 (1989년~1995년)의 의장을 지냈다. 2017년 12월 5일 코니어스는 의회로부터 자신의 사임을 공고하였다.

## 개인 생활
1990년 코니어스는 디트로이트의 교사 모니카 에스터스에게 결혼하였으며 부부는 2명의 아들 - 존 제임스 3세와 칼 에드워드를 두었다.  그녀는 이후에 공립 학교들의 부관리자를 지냈고 2005년 디트로이트 시의회로 선출되었다.

## 사망
2019년 10월 27일 코니어스는 디트로이트의 자택에서 90세의 나이로 사망하였다.  그의 장례식은 11월 4일 디트로이트의 그레이터 그레이스 템플에서 열렸다.

## 역대 선거 결과
| 선거명      | 직책명                         | 정당   | 득표율  | 득표수    | 결과 | 당락                   |
| ----------- | ------------------------------ | ------ | ------- | --------- | ---- | ---------------------- |
| 1964년 선거 | 하원의원 (미시간주 제1선거구)  | 민주당 | 83.57%  | 138,589표 | 1위  | 미시간주 하원의원 당선 |
| 1966년 선거 | 하원의원 (미시간주 제1선거구)  | 민주당 | 84.20%  | 89,808표  | 1위  | 미시간주 하원의원 당선 |
| 1968년 선거 | 하원의원 (미시간주 제1선거구)  | 민주당 | 100.00% | 127,847표 | 1위  | 미시간주 하원의원 당선 |
| 1970년 선거 | 하원의원 (미시간주 제1선거구)  | 민주당 | 88.17%  | 93,075표  | 1위  | 미시간주 하원의원 당선 |
| 1972년 선거 | 하원의원 (미시간주 제1선거구)  | 민주당 | 88.39%  | 131,353표 | 1위  | 미시간주 하원의원 당선 |
| 1974년 선거 | 하원의원 (미시간주 제1선거구)  | 민주당 | 90.75%  | 97,620표  | 1위  | 미시간주 하원의원 당선 |
| 1976년 선거 | 하원의원 (미시간주 제1선거구)  | 민주당 | 92.37%  | 126,161표 | 1위  | 미시간주 하원의원 당선 |
| 1978년 선거 | 하원의원 (미시간주 제1선거구)  | 민주당 | 92.87%  | 89,646표  | 1위  | 미시간주 하원의원 당선 |
| 1980년 선거 | 하원의원 (미시간주 제1선거구)  | 민주당 | 94.67%  | 123,286표 | 1위  | 미시간주 하원의원 당선 |
| 1982년 선거 | 하원의원 (미시간주 제1선거구)  | 민주당 | 96.67%  | 125,517표 | 1위  | 미시간주 하원의원 당선 |
| 1984년 선거 | 하원의원 (미시간주 제1선거구)  | 민주당 | 89.40%  | 152,432표 | 1위  | 미시간주 하원의원 당선 |
| 1986년 선거 | 하원의원 (미시간주 제1선거구)  | 민주당 | 89.15%  | 94,307표  | 1위  | 미시간주 하원의원 당선 |
| 1988년 선거 | 하원의원 (미시간주 제1선거구)  | 민주당 | 91.20%  | 127,800표 | 1위  | 미시간주 하원의원 당선 |
| 1990년 선거 | 하원의원 (미시간주 제1선거구)  | 민주당 | 89.27%  | 76,566표  | 1위  | 미시간주 하원의원 당선 |
| 1992년 선거 | 하원의원 (미시간주 제14선거구) | 민주당 | 82.39%  | 165,496표 | 1위  | 미시간주 하원의원 당선 |
| 1994년 선거 | 하원의원 (미시간주 제14선거구) | 민주당 | 81.50%  | 128,463표 | 1위  | 미시간주 하원의원 당선 |
| 1996년 선거 | 하원의원 (미시간주 제14선거구) | 민주당 | 85.86%  | 157,722표 | 1위  | 미시간주 하원의원 당선 |
| 1998년 선거 | 하원의원 (미시간주 제14선거구) | 민주당 | 86.94%  | 126,321표 | 1위  | 미시간주 하원의원 당선 |
| 2000년 선거 | 하원의원 (미시간주 제14선거구) | 민주당 | 89.08%  | 168,982표 | 1위  | 미시간주 하원의원 당선 |
| 2002년 선거 | 하원의원 (미시간주 제14선거구) | 민주당 | 83.21%  | 145,285표 | 1위  | 미시간주 하원의원 당선 |
| 2004년 선거 | 하원의원 (미시간주 제14선거구) | 민주당 | 83.94%  | 213,681표 | 1위  | 미시간주 하원의원 당선 |
| 2006년 선거 | 하원의원 (미시간주 제14선거구) | 민주당 | 85.21%  | 158,755표 | 1위  | 미시간주 하원의원 당선 |
| 2008년 선거 | 하원의원 (미시간주 제14선거구) | 민주당 | 92.40%  | 227,841표 | 1위  | 미시간주 하원의원 당선 |
| 2010년 선거 | 하원의원 (미시간주 제14선거구) | 민주당 | 76.76%  | 115,511표 | 1위  | 미시간주 하원의원 당선 |
| 2012년 선거 | 하원의원 (미시간주 제13선거구) | 민주당 | 82.79%  | 235,336표 | 1위  | 미시간주 하원의원 당선 |
| 2014년 선거 | 하원의원 (미시간주 제13선거구) | 민주당 | 79.49%  | 132,710표 | 1위  | 미시간주 하원의원 당선 |
| 2016년 선거 | 하원의원 (미시간주 제13선거구) | 민주당 | 77.10%  | 198,771표 | 1위  | 미시간주 하원의원 당선 |